# Аполлоній Діскол
Аполло́ній Діско́л (грец. Απολλώνιος ο Δύσκολος) — грецький граматик Александрійської школи другої половини 2 століття, відомий дослідник давньогрецької мови, а також упорядник граматики.
Його праці мали вплив на розвиток мовознавчої науки в Європі та за її межами. З творів Аполлонія Діскола збереглися: «Про займенник», «Про прислівник», «Про сполучник», «Про синтаксис».